# بزرگ‌تر از آسمان
بزرگ‌تر از آسمان (به انگلیسی: Bigger Than the Sky) فیلمی محصول سال ۲۰۰۵ و به کارگردانی آل کورلی است. در این فیلم بازیگرانی همچون مارکوس توماس، جان کوربت، ایمی اسمارت، شان آستین، کلر هیگینز، پتی دوک، آلن کوردانر، مت سلینجر، گرگ گرمن و آل کورلی ایفای نقش کرده‌اند.